# アル・メサイミールSC
アル・メサイミールSC（英語:  Mesaimeer SC, アラビア語: نادي المسيمير الرياضي))）は、カタールのメサイミールをホームタウンとする、カタール・セカンドディビジョンに加盟するプロサッカークラブである。

## タイトル

### 国内タイトル
- カタール・セカンドディビジョン（英語版） : 1回
  - 2000-01

### 国際タイトル
- なし

## 現所属メンバー
2024年5月20日現在
注：選手の国籍表記はFIFAの定めた代表資格ルールに基づく。
| No. | Pos. |              | 選手名                                                      |
| --- | ---- | ------------ | ----------------------------------------------------------- |
| 1   | GK   | アルゼンチン | バウティスタ・バーク                                        |
| 2   | DF   | モロッコ     | ユネス・エル・ハンナッハ                                    |
| 4   | DF   | カタール     | ムハンマド・アル＝ジャブリ                                  |
| 5   | DF   | アルゼンチン | マティアス・ナニ                                            |
| 6   | MF   | イラン       | オミド・エブラヒミ                                          |
| 7   | MF   | カタール     | モフセン・アル＝ヤジディ                                    |
| 8   | MF   | カタール     | ムアファク・アワド                                          |
| 10  | MF   | モロッコ     | ユネス・ベランダ                                            |
| 11  | FW   | カーボベルデ | リカルド・ゴメス                                            |
| 12  | FW   | カタール     | マジド・モハメド                                            |
| 14  | MF   | カタール     | サリミン・アティク                                          |
| 15  | DF   | カタール     | ハリファ・アル＝マルキ (アル・アラビ・ドーハからレンタル中) |
| 17  | MF   | カタール     | ザイド・サード                                              |
| 18  | MF   | カタール     | ハマド・マンスール (アル・ワクラSCからレンタル中)           |
| 19  | MF   | カタール     | ファイサル・アザディ                                        |

| No. | Pos. |              | 選手名                             |
| --- | ---- | ------------ | ---------------------------------- |
| 20  | MF   | カタール     | タラル・ムニール                   |
| 22  | GK   | カタール     | ジャシム・アル＝メシャイリ         |
| 23  | DF   | カタール     | ファハド・アル＝アブドゥルラフマン |
| 24  | DF   | コロンビア   | ジェイソン・ムリージョ             |
| 34  | MF   | カタール     | モハメド・エル・サイード           |
| 44  | MF   | カタール     | マフディー・サーレム               |
| 45  | GK   | カタール     | アブドゥラー・アル＝ラディ         |
| 47  | MF   | イラク       | ファハド・ワード                   |
| 67  | DF   | カタール     | ジャシム・アル＝ハシェミ           |
| 88  | FW   | アルジェリア | モハメド・ラフィク・オマル         |
| 92  | GK   | ギニア       | ババカル・セック                   |

監督
- アルバロ・メヒア

## 歴代監督
- ラアド・アブドゥル＝ラティーフ 2001[2]
- アブドゥッラー・サード[3]
- コスティカ・ステファネスク 2003
- ロナウド・ロドリゲス・ランゲル
- ハムダン・ハマド 2005
- オベイド・ジュマー[3]
- パウロ・エンリケ 2006
- ラアド・アブドゥル・ラティーフ 2006-2007
- ファビオ・アラウホ 2007-2008
- ルイス・アントニオ・ザルアール・マットス・デ・ソウザ 2008
- ファリード・ラムジ 2008-2009
- アルベルト・ナゾ 2009
- ラアド・アブドゥル＝ラティーフ 2009-2010
- ユーセフ・アダム 2010
- ダニー・フックマン 2010-2011
- ジョルジ・パイシャオ 2011-2013
- ラアド・アブドゥル＝ラティーフ 2013-2014
- ユーセフ・アダム 2014-2015
- ロディオン・ガチャニン 2015-2016
- ジェリコ・マルコフ 2016-2018
- ドラガン・タディッチ 2018-2019
- ラアド・アブドゥル＝ラティーフ 2019-2020
- ドラガン・タディッチ 2020
- ムバラク・アル＝ベルーシ 2020-2021
- ハテム・ミサウイ 2021
- ラアド・アブドゥル＝ラティーフ 2021-2022
- ムバラク・アル＝ベルーシ 2022-2023
- バドル・アル＝マイマニ（英語版） 2023-

## 歴代所属選手
- ムリロ・リベリオ・デ・アルメイダ 2013-2014
- ジェイシー・ジョン 2014-2015
- エリヴェウト・エミリアーノ・ダ・シウヴァ 2015-2016
- ハビエル・バルボア 2019-2021
- ガブリエウ・ヴィニシウス・ジ・オリヴェイラ・フルタード 2023-
- チアゴ・ホドリゲス・ドス・ヘイス 2023-